# ون بیورن، مین (ناحیه سرشماری)
ون بیورن(به انگلیسی: Van Buren) شهری در ایالت مین کشور ایالات متحده آمریکا است که جمعیت آن در سرشماری سال ۲۰۱۰ میلادی، ۱٬۹۳۷ نفر بوده‌است.